# Julin (Wydrze)
Julin – część wsi Wydrze w Polsce w województwie podkarpackim, w powiecie łańcuckim, w gminie Rakszawa.
W latach 1975–1998 miejscowość administracyjnie należała do województwa rzeszowskiego.
W Julinie na terenie obszaru leśnego znajduje się pałac myśliwski, wybudowany przez hrabiego Alfreda Józefa Potockiego. 